# Яніна Скарлет
Джаніна Скарлет — американська письменниця єврейського  походження родом з України. Клінічна психологиня. Вона відома тим, що використовує посилання на популярну культуру при лікуванні пацієнтів.

## Раннє та особисте життя
Скарлет народилася і виросла в Україні в єврейській родині. Вона та її родина пережили Чорнобильську катастрофу. У дитинстві вона отруїлася, у неї були сильні мігрені та судоми. Тоді її родина вирішила таємно переїхати до США. Після річної серії обстежень 15 вересня 1995 року вони приземлилися в Америці.
Скарлет боролася з ПТСР. У школі над нею знущалися через її походження; наприклад, її називали радіоактивною. Кілька років потому, після перегляду «Людей Ікс», вона перегукувалася з персонажем даного світу — Штормом. Її надихнуло подібне походження Шторм, яке зміцнило її як особистість, і це спонукало її переосмислити свою історію — від жертви до вижилої. Вона вирішила вивчати психологію, щоб мати змогу допомагати іншим, які також боролися зі своїм минулим.

## Освіта і кар'єра
Яніна отримала ступінь магістра психології в Бруклінському коледжі. У 2010 році вона отримала ступінь доктора поведінкової нейронауки в Graduate Center, CUNY. Вона здобула повторну спеціалізацію з клінічної психології в Міжнародному університеті Alliant і завершила навчання в аспірантурі в Центрі медичних досліджень ветеранів.
Яніна лікувала діючу службу морських піхотинців із посттравматичним стресовим розладом завдяки своїй роботі в Центрі медичних досліджень ветеранів. Там вона помітила, що багато військовослужбовців ототожнювали себе із супергероями — багато хто заявляв, що хоче бути Суперменом, але вважав, що їм це не вдалося, тому що у них розвинувся посттравматичний стресовий розлад. Одного разу Скарлет запитала пацієнта, чи є у Супермена вразливі місця, і він відповів Криптоніт; потім вона запитала, чи зробив Криптоніт меншим героєм Супермена, і його точка зору змінилася. Це був кардинальний момент, який змусив її зрозуміти алегорію залучення супергероїв до лікування психологічних проблем і розладів.
З 2011 по 2017 рік Скарлет працювала на дослідницькому факультеті у Міжнародному університеті Alliant, а з 2013 по 2017 рік — психологинею у Меморіальному центрі Шарпа. З 2012 року вона почала працювати клінічним психологом у Центрі управління стресом і тривогою в Каліфорнії і зараз є провідним спеціалістом з травм. Яніна спеціалізується на лікуванні тривоги, стресу, травми та посттравматичного стресового розладу. Скарлет також проводила та публікувала психологічний аналіз популярних фільмів, телешоу та книг.
Скарлет є лауреаткою премії Елеонори Рузвельт за права людини Асоціації ООН Сполучених Штатів Америки (відділення в Сан-Дієго) за її роботу в освіті психічного здоров'я.
Скарлет була представлена як персонаж у коміксі Ґейл Сімон «Сім днів».
Скарлет працювала психологічною консультанткою у четвертому сезоні анімаційного шоу HBO Max Young Justice (телесеріал).
Яніна взяла інтерв'ю для серіалу Marvel MPower (2023), сезон 1, серія 3: «Червона відьма».

## Супергеройська терапія
Скарлет розробила терапію супергероїв; це клінічний метод використання героїв або діячів популярної культури та включення їх у науково-обґрунтовану терапію для зміни наративів, налагодження взаєморозуміння та вирішення низки психологічних проблем. Це підкріплюється парассоціальною взаємодією, тобто зв'язком між шанувальником і айдолом. Скарлет помітила загальну тенденцію пацієнтів не відкриватися — і вона використовувала історії, чи то через фільми, романи тощо — щоб заохочувати вільне самовираження, таким чином отримуючи розуміння справи пацієнта. Терапія супергероями пропонує клієнтам розглянути власні історії походження, а також виховувати вигаданих персонажів як героїчних моделей для наслідування, щоб полегшити лікування, а також допомогти клієнтам стати власною версією супергероя в реальному житті. Він поєднує в собі елементи когнітивної поведінкової терапії та терапії прийняття та прихильності. Хоча його часто використовують для лікування молодших пацієнтів, він настільки ж застосовний для дорослих, як терапія супергероями також може використовувати особистих і невигаданих персонажів.

## Праці
- Психологія ходячих мерців: Психологія живих мерців (2015)
- Зоряні війни Психологія: Темна сторона розуму (2015)
- Психологія Гра престолів: Розум темний і сповнений жахів (2016)
- Доктор Хто Психологія: Божевільний з ящиком (2016)
- Надприродна психологія: Дороги, якими рідше ходять (2017)
- Диво-жінка-психологія: Лассо на правду (2017)
- Терапія супергероями: навички усвідомленості, щоб допомогти підліткам і молодим людям впоратися з тривогою, депресією та травмою (2017)
- Терапія Гаррі Поттера: Неавторизована книга про самодопомогу з розділу обмеженого доступу (2017)
- Зоряний шлях Психологія: Ментальний кордон (2017)
- Терапевтичний квест: інтерактивна подорож через терапію прийняття та відданості (2018)
- Супердіти (2019)
- Фіалка і випробування травмою (Темні Агенти № 1) (2020)
- Супер-жінки (2020)
- Так бути не повинно: навчитися приймати те, що ви просто не можете змінити (2021)
- Супергеройська терапія тривоги та травми (2021)